# Acutoppia jelevae
Acutoppia jelevae är en kvalsterart som först beskrevs av Hammer 1968.  Acutoppia jelevae ingår i släktet Acutoppia och familjen Oppiidae. Inga underarter finns listade i Catalogue of Life.